# 佐藤完實
佐藤 完實（1868年 - ?）は、日本の柔術家。幼名を敬一郎と称し、後に完實と改めた。武名は信智、号は尚武軒。
大東流合気柔術の武田惣角、神道六合流の野口清（野口潜龍軒）の高弟であった。

## 経歴
1868年10月（明治元年）、宮城県登米郡石森驛に生まれる。父は仙台藩士大番組で北辰一刀流の達人であった佐藤敬之進完忠である。幼少より父に就いて剣術を学んだ。1884年（明治17年）に仙台市に出て修学の傍ら喜多流の鈴木監治の柔術を学び初目録を得た。
1888年4月（明治21年）に宮城県立音楽講習会に入り、1892年（明治25年）音楽科教員検定試に合格した。
1896年9月（明治29年）、宮城県税務官に任命された。功績が多く1905年4月（明治38年）に抜擢され大蔵省仙台塩務局に専任された。
この間に大東流合気柔術の武田惣角に就いて七年修行して秘伝奥義の目録を得た。
1904年4月（明治37年）に帝国尚武会の正会員となり試験を受けて神道六合流目録免許を取得し帝国尚武会宮城県支部長に任命された。
1904年（明治37年）秋季試合で三段となり、1905年12月（明治38年）に四段に昇進する。後に柔術六段となった。
野口清からは出藍の奇才といわれた。また帝国尚武会支部長中技術に於いては第一位で宮城県屈指の武術家と評された。

## 女子護身術
神道六合流と大東流合気柔術から婦人用の女子護身術（神道一天流）を編み出した。
1917年『女子錬胆法及護身術』で解説された女子護身術では、基本防御五本、初段防御七本、中段防御八本、上段防御十本からなる。一つの形に対して複数の想定が含まれているものがあり実際の本数は多かった。
1918年『大日本武道練修教範』の体系では、手解8本、基本形5本、初段形7本、中段形8本、上段形10本の計38本からなる。
手解
第一教～第八教
基本形　五本
打下、手首押、抱締、首締、俵返
初段形　　七本
横打、胸捕、抜逃、抜倒、肩押、腕押、後襟
中段形　　八本
甲手上、四方投、抱腰、左右捕、二人捕、四人捕、突込、突當
上段形　　十本
切掛、蹴出、逆腕、袂押、後返、甲手挫、逆引、引倒、當引、掬投